# سرهادلي (أديامان)
سرهادلي (بالكردية: Madûn‏) (بالتركية: Serhatlı)‏ هي قرية تتبع إداريّاً لمديرية أديامان في محافظة أديامان التركية الواقعة في جنوب شرق الأناضول. وبلغ عدد سكانها 295 نسمة في عام 2021.